# Olympische Sommerspiele 1956/Schwimmen – 400 m Freistil (Männer)
Der Wettbewerb über 400 Meter Freistil der Männer bei den Olympischen Sommerspielen 1956 in der australischen Metropole Melbourne wurde vom 1. bis zum 4. Dezember im Olympic Swimming Stadium ausgetragen.

## Teilnehmende Nationen
Insgesamt nahmen 32 Schwimmer aus 19 Nationen an dem Wettbewerb teil.
| - Australien (3) - Brasilien (1) - BR Deutschland (2) - Finnland (1) - Frankreich (3) | - Hongkong (1) - Indonesien (1) - Italien (1) - Japan (3) - Kanada (1) | - Kolumbien (1) - Kuba (1) - Philippinen (2) - Sowjetunion (1) - Schweden (1) | - Südafrikanische Union (3) - Ungarn (1) - Vereinigte Staaten (3) - Vereinigtes Königreich (2) |

## Bestehende Rekorde
| Weltrekord         | Ford Konno ( Vereinigte Staaten) | 4:26,7 min | New Haven, USA     | 3. April 1954* |
| Olympischer Rekord | Jean Boiteux ( Frankreich)       | 4:30,7 min | Helsinki, Finnland | 30. Juli 1952* |

* vor Regeländerung

## Vorläufe
Es fanden fünf Vorläufe statt. Die acht schnellsten Schwimmer aller Vorläufe qualifizierten sich für das Finale.

### Vorlauf 1
| Rang | Name              | Nation             | Zeit       |
| ---- | ----------------- | ------------------ | ---------- |
| 1    | Kevin O’Halloran  | Australien         | 4:36,9 min |
| 2    | Koji Nonoshita    | Japan              | 4:37,4 min |
| 3    | Angelo Romani     | Italien            | 4:37,6 min |
| 4    | William Woolsey   | Vereinigte Staaten | 4:38,2 min |
| 5    | Sylvio dos Santos | Brasilien          | 4:48,8 min |
| 6    | Ulfiano Babol     | Philippinen        | 4:53,4 min |
| 7    | Wan Shiu Ming     | Hongkong           | 5:02,6 min |

### Vorlauf 2
| Rang | Name              | Nation                | Zeit       |
| ---- | ----------------- | --------------------- | ---------- |
| 1    | Jack Wardrop      | Großbritannien        | 4:39,8 min |
| 2    | Tony Briscoe      | Südafrikanische Union | 4:41,4 min |
| 3    | George Onekea     | Vereinigte Staaten    | 4:41,6 min |
| 4    | Hans Köhler       | Deutschland           | 4:43,5 min |
| 5    | Habib Nasution    | Indonesien            | 4:44,0 min |
| 6    | Per-Olof Östrand  | Schweden              | 4:45,9 min |
| 7    | Gilberto Martínez | Kolumbien             | 4:51,4 min |
| 8    | Raúl Martín       | Kuba                  | 4:58,2 min |

### Vorlauf 3
| Rang | Name           | Nation                | Zeit       |
| ---- | -------------- | --------------------- | ---------- |
| 1    | George Breen   | Vereinigte Staaten    | 4:35,7 min |
| 2    | Peter Duncan   | Südafrikanische Union | 4:46,7 min |
| 3    | Karri Käyhkö   | Finnland              | 4:49,6 min |
| 4    | Yoshiro Noda   | Japan                 | 4:49,9 min |
| 5    | Guy Montserret | Frankreich            | 4:52,6 min |

### Vorlauf 4
| Rang | Name           | Nation                | Zeit       |
| ---- | -------------- | --------------------- | ---------- |
| 1    | Gary Winram    | Australien            | 4:34,5 min |
| 2    | Jean Boiteux   | Frankreich            | 4:37,9 min |
| 3    | William Slater | Kanada                | 4:40,4 min |
| 4    | Neil McKechnie | Großbritannien        | 4:42,6 min |
| 5    | Boris Nikitin  | Sowjetunion           | 4:42,8 min |
| 6    | Billy Steuart  | Südafrikanische Union | 4:43,0 min |
| 7    | Bana Sailani   | Philippinen           | 4:49,0 min |

### Vorlauf 5
| Rang | Name              | Nation      | Zeit       |
| ---- | ----------------- | ----------- | ---------- |
| 1    | Murray Rose       | Australien  | 4:31,7 min |
| 2    | Tsuyoshi Yamanaka | Japan       | 4:31,8 min |
| 3    | Hans Zierold      | Deutschland | 4:35,7 min |
| 4    | Jenő Áts          | Ungarn      | 4:47,6 min |
| 5    | Jacques Collignon | Frankreich  | 4:49,3 min |

## Finale
| Rang | Athlet            | Nation             | Zeit       | Anmerkung |
| ---- | ----------------- | ------------------ | ---------- | --------- |
| 1    | Murray Rose       | Australien         | 4:27,3 min | WR        |
| 2    | Tsuyoshi Yamanaka | Japan              | 4:30,4 min |           |
| 3    | George Breen      | Vereinigte Staaten | 4:32,5 min |           |
| 4    | Kevin O’Halloran  | Australien         | 4:32,9 min |           |
| 5    | Hans Zierold      | Deutschland        | 4:34,6 min |           |
| 6    | Gary Winram       | Australien         | 4:34,9 min |           |
| 7    | Koji Nonoshita    | Japan              | 4:38,2 min |           |
| 8    | Angelo Romani     | Italien            | 4:41,7 min |           |